# Nowy Jawor
Nowy Jawor (d. Jawór Opatowski) – wieś w Polsce, położona w województwie świętokrzyskim, w powiecie starachowickim, w gminie Pawłów.
W latach 1975–1998 miejscowość administracyjnie należała do województwa kieleckiego.
W Nowym Jaworze był dwór, który uległ zniszczeniu w okresie I wojny światowej. Dziedzicami tego dworu była rodzina Szermentowskich.
Wierni Kościoła rzymskokatolickiego należą do parafii św. Jana Chrzciciela w Pawłowie.

## Historia
Jawor dawniej Jawór Opatowski - obecnie Nowy Jawor i Stary Jawor, wieś w powiecie iłżeckim, gminie Tarczek, parafii Świętomarz
W 1827 było tu 11 domów 95 mieszkańców.
 
W roku 1885 15 domostw i 110 mieszkańców. 
Folwark Jawor od stacji pocztowej Brody odległy o wiorst 10. Rozległość folwarczna wynosi mórg 308 a w tym grunta orne i ogrody 253 mórg, łąk mórg 23, pastwisk mórg 18, wody (staw) mórg 1, place mórg 1. Budynków drewnianych spisano 12. Folwark ma pokłady wapna. 
Wieś Jawor osad 19, z gruntem mórg 74, folwark ten w r. 1872 oddzielony od dóbr Wawrzeńczyce.
Według spisu powszechnego z roku 1921 miejscowość Nowy Jawór posiadała 25 domów i 169 mieszkańców 

## Zwyczaje wiejskie
W Nowym Jaworze istniał zwyczaj „pałowania”, czyli obchodu wsi przez kolejnych gospodarzy z „pałą” – długą lagą ozdobioną wyrytymi napisami przeważnie o niecenzuralnej treści. Pałowanie miało na celu ochronę przed ewentualnymi próbami kradzieży, podpalenia itp. Istnieje żartobliwy wiersz dotyczący pałowania: „Pałowanie w całej swej powadze zaczyna się na Kuładze, przez całą wieś utyka i kończy się u Bacyka”. Zwyczaj ten zanikł w latach 70. XX wieku.